# Rollo (Speise)

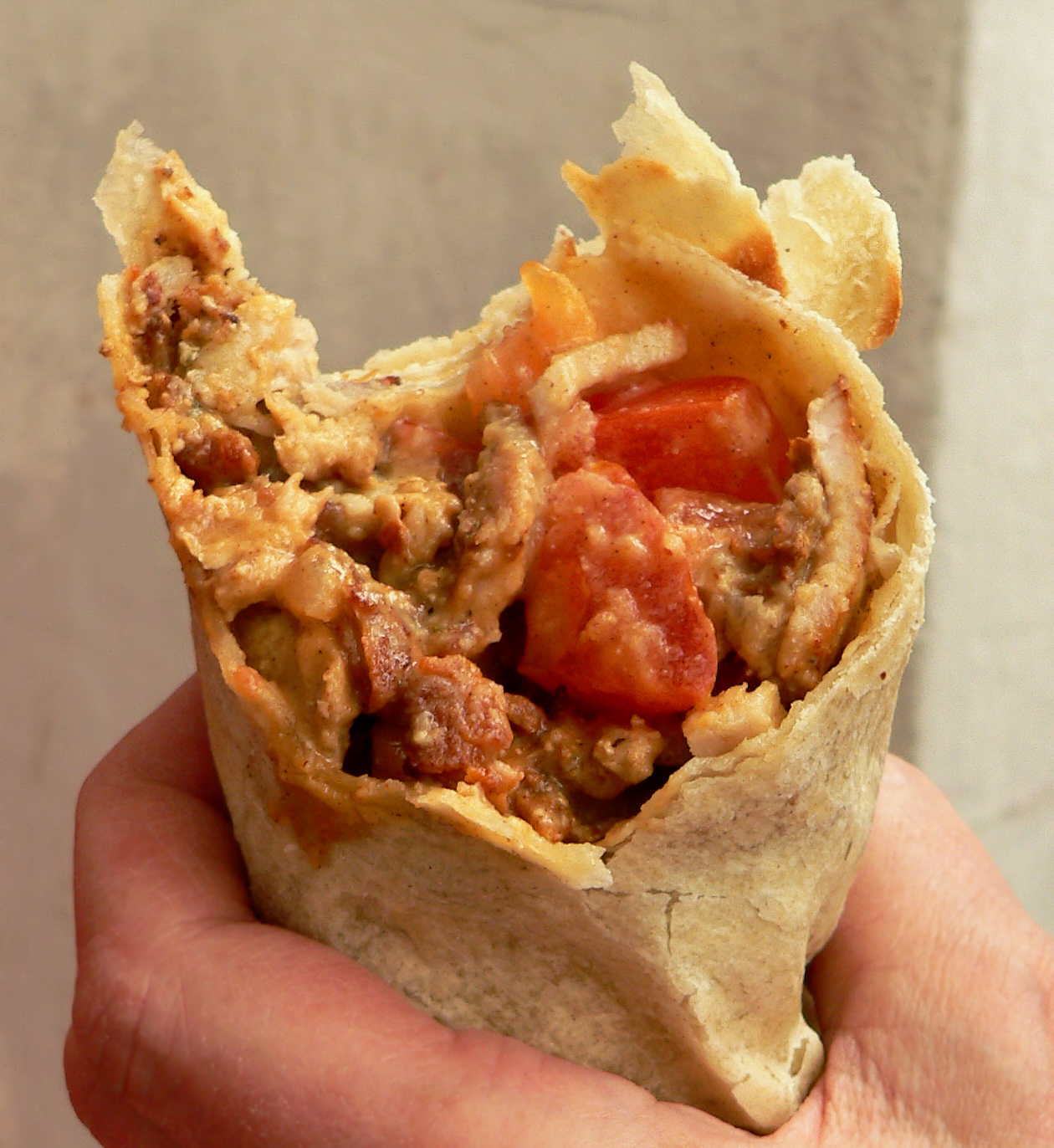
Rollo, Typ „Arabic“

Der Rollo ist ein Wrap aus dünnem vorgebackenem Fladenbrot mit einer variantenreichen Füllung, der kurz sehr heiß gebacken wird. Rollos werden üblicherweise frisch zubereitet und in verschiedenen Geschmacksrichtungen wie „arabisch“, „iranisch“ oder „türkisch“ als Fast Food vor allem in Bremen und Umgebung angeboten.

## Zubereitung
Als Brot wird meist ungesäuertes Fladenbrot nach Lavash-Art verwendet. Die Füllung besteht aus Schnittfleisch (Lamm oder Geflügel, teilweise auch Kalbfleisch), einer Mischung aus zerkleinertem Gemüse und Salat und je nach Geschmack einer oder mehreren speziellen, teils sehr scharfen Saucen.
Für die Füllung werden verschiedene kleingeschnittene oder geraspelte Gemüse- und Salatsorten verwendet, wie zum Beispiel Gurke, Karotte, Peperoni, Tomate, Zwiebeln sowie Krautsalat aus Rot- oder Weißkohl. Bei der Zubereitung wird das vorgebackene längliche Fladenbrot längsmittig mit der Füllung aus Schnittfleisch und Gemüse-Salat-Mix belegt, die außer durch die jeweilige(n) Saucen mit einer Variation aus verschiedenen Gewürzen wie zum Beispiel Salz, Pfeffer, Kreuzkümmel, Schwarzkümmel und Pul Biber abgeschmeckt wird. 
Anschließend werden zunächst beide Längsseiten des Fladens über die Füllung geschlagen, danach wird der gefüllte Fladen von einem Ende her fest zusammengerollt und zusätzlich meist in Alufolie gewickelt. Der so vorbereitete Rollo wird im sehr heißen Ofen kurz gebacken und sofort serviert, beim Inhausverzehr auch mit Salatbeilage. Beim Außerhausverkauf werden Rollos in Alufolie oder Papier und einer Serviette eingewickelt abgegeben.
Es gibt zahlreiche Varianten, darunter auch vegetarische und vegane Rollos, bei denen anstelle von Fleisch beispielsweise Falafel und Käse (Feta oder Gouda) zur Füllung hinzukommen oder aber ganz auf tierische Produkte verzichtet wird.

Beispiele für verschiedene Rollos
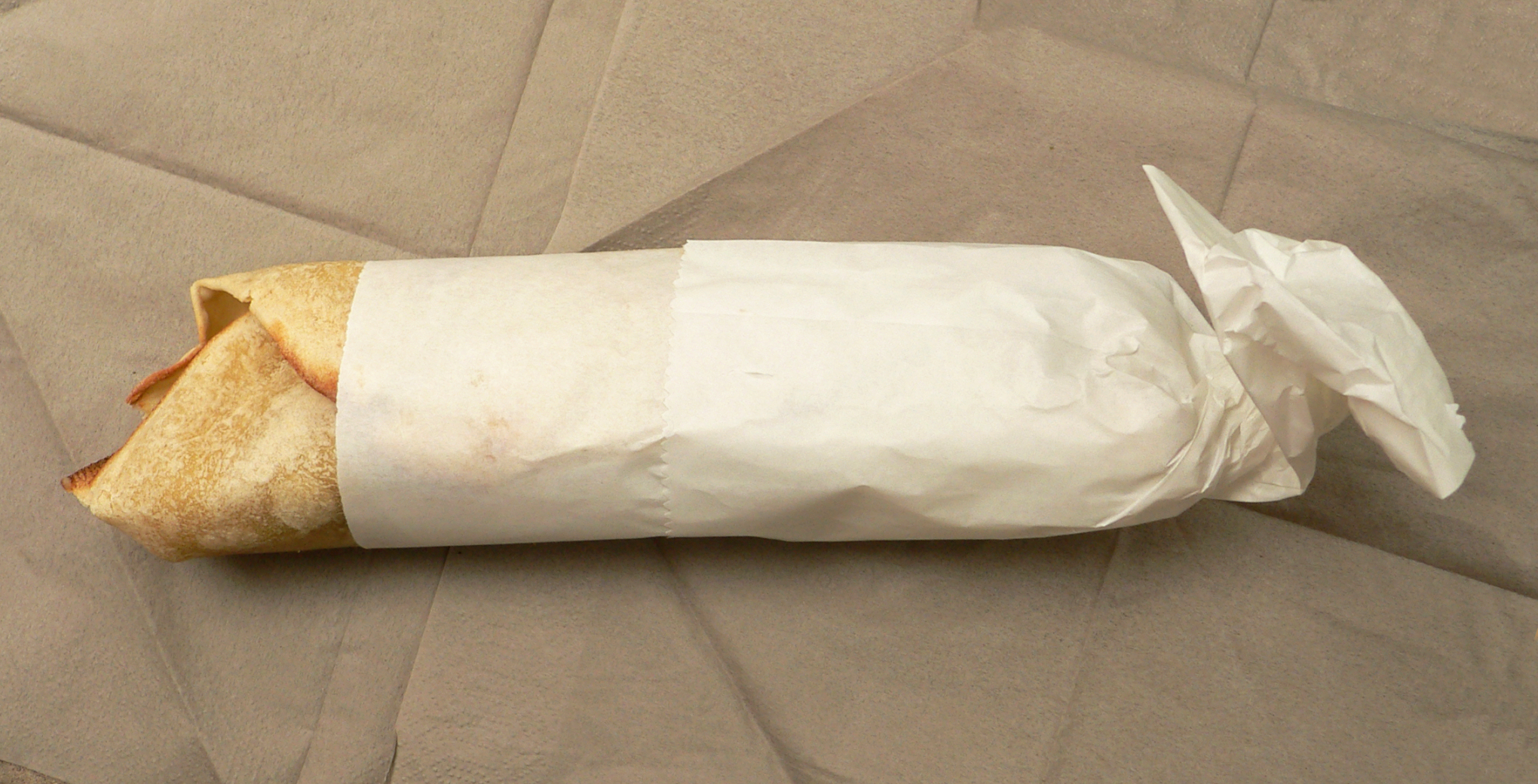
Rollo im Außerhausverkauf, hier in Papier eingewickelt
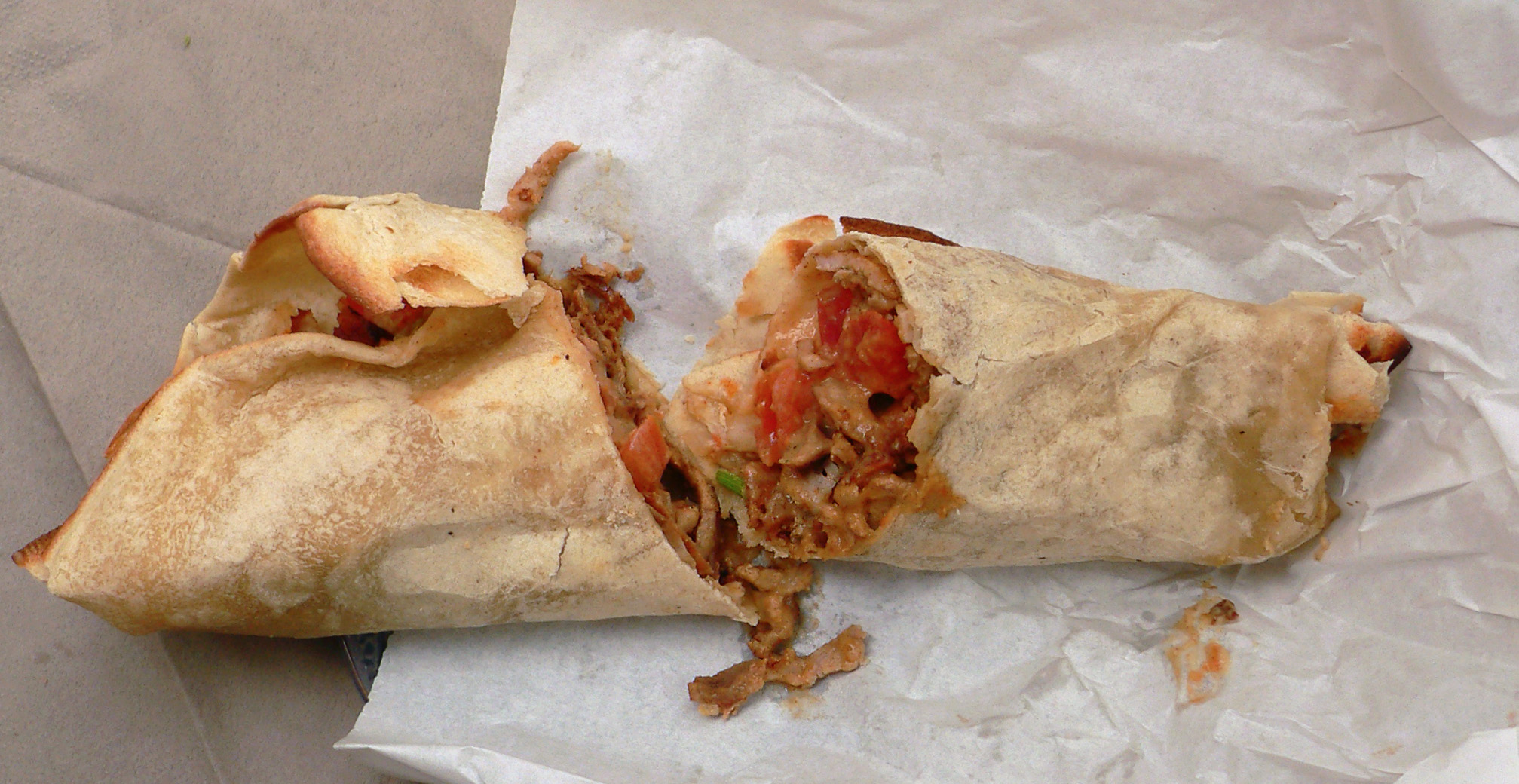
Aufgeschnittener Rollo, Typ „Arabic“
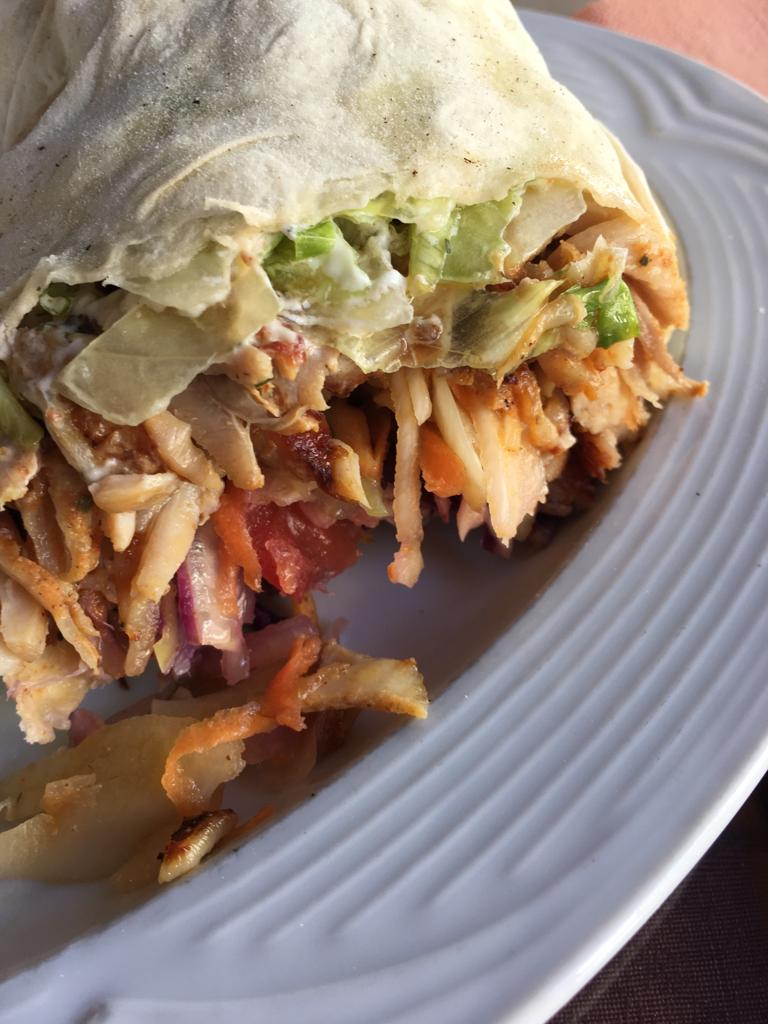
Rollo mit Hühnerfleisch
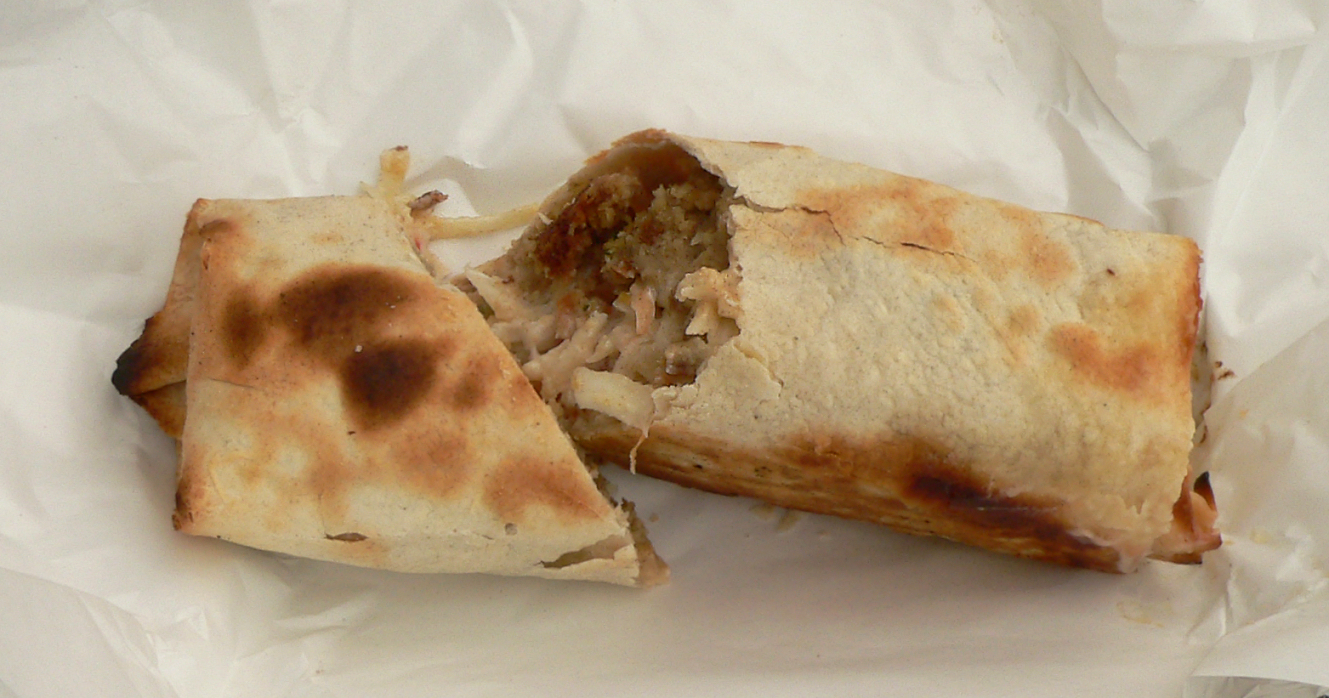
Vegetarischer Rollo mit Falafel-Füllung

## Herkunft, Besonderheiten und Verbreitung
Der in Bremen ansässige iranischstämmige Gastronom Hossain Saravi, der 1981 einen Dönerimbiss am Sielwall im Bremer Steintorviertel eröffnete und seither betreibt, soll den Rollo 1982 erfunden haben. Geschmacksbestimmend sind insbesondere die von Saravi kreierten sämigen Saucen, deren Zusammensetzung er zwar hütet, die gleichwohl viele Nachahmer gefunden haben. Zudem werden die Aromen der Füllung, einschließlich der Sauce(n), in dem allseitig geschlossenen Fladen beim kurzen Backen bei hoher Hitze intensiviert und vermengen sich miteinander, wodurch sich mit der knusprigen Teighülle der spezielle „besondere Geschmack“ von Rollos ergibt. Inzwischen sind Rollos zu einem beliebten Snack geworden und haben sich nicht nur in Bremen und der (nord-)niedersächsischen Umgebung verbreitet, sondern sollen auch in weiteren deutschen Regionen anzutreffen sein.

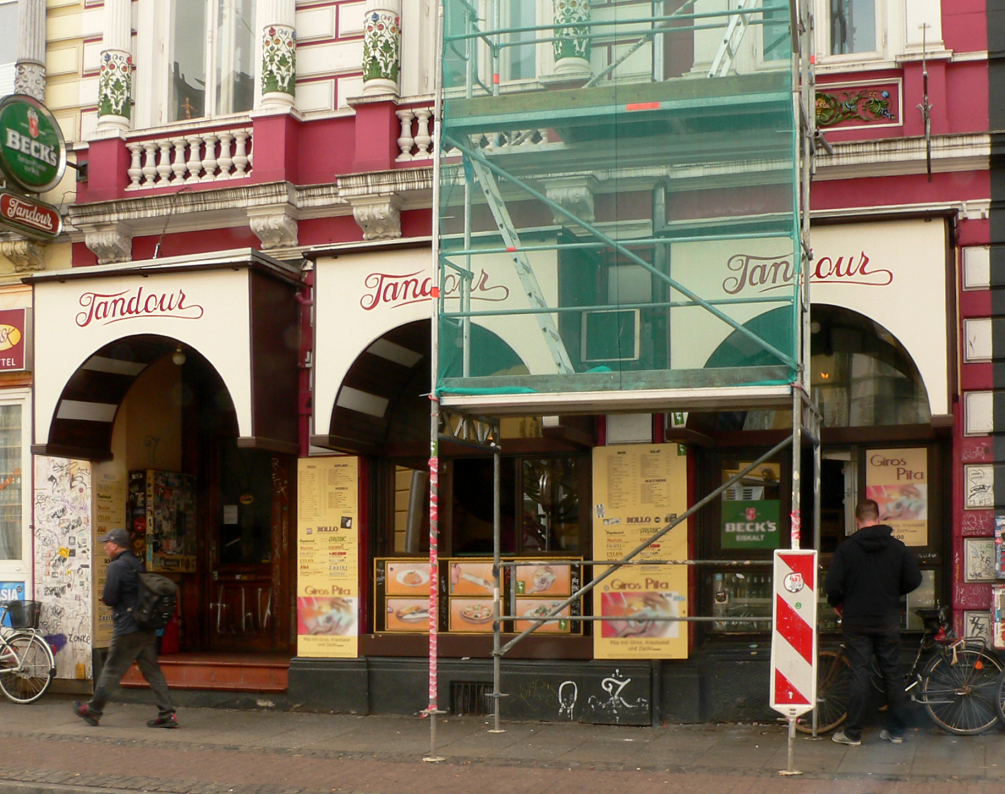
Rollo-Imbiss in Bremen

Angeboten werden Rollos im Straßenverkauf und in meist einfachen Imbisslokalen und Schnellrestaurants, wobei sie „in der Bremer Fast-Food-Szene Pizza und Döner von Platz eins verdrängt“ haben sollen. In der zweiten Hälfte der 2000er Jahre stellte der Lebensmittelbetrieb Buss Fertiggerichte, der in Ottersberg nahe Bremen ansässig ist und zur Unternehmensgruppe Heristo AG gehört, verschiedene Rollos als Kühlkost-Fertiggerichte her. Die Varianten „Chicken Curry Rollo“ und „Feta Rollo“ wurden ab 2007 zeitweise vom Discounter Aldi vertrieben.